# Deutsche Kurzbahnmeisterschaften 2018
Die Internationalen Deutschen Kurzbahnmeisterschaften 2018 im Schwimmen fanden vom 13. bis 16. Dezember 2018 zum dritten Mal in Folge in der Schwimm- und Sprunghalle im Europasportpark Berlin statt. Veranstalter und Ausrichter war der Deutsche Schwimm-Verband. Neben sechs Staffelwettkämpfen wurden bei Männern und Frauen je 18 Einzeltitel vergeben. Mit jeweils drei Titeln waren Nadine Laemmler, Alexander Kunert und David Thomasberger die erfolgreichsten Athleten dieser Meisterschaften. Zeitgleich zu den Deutschen Kurzbahnmeisterschaften fanden im chinesischen Hangzhou die Kurzbahnweltmeisterschaften mit 15 DSV-Sportler – acht Frauen und sieben Männer statt.

## Teilnehmer
Startberechtigt auf den Einzelstrecken waren die 100 schnellsten Schwimmer der „Bestenliste der Offenen Klasse“ des DSV sowie die 30 schnellsten Sportler der „Juniorenbestenliste“ des DSV (Jahrgang 1999/2000 weiblich und Jahrgang 1998/1999 männlich), die vorab die Qualifikationszeiten erreichten.
Der Qualifikationszeitraum ging vom 18. Dezember 2017 bis 25. November 2018. Für deutsche Athleten mit Startrecht für ausländische Vereine bzw. ausländische Schwimmer galt der Zeitraum vom 18. Dezember 2017 bis 4. November 2018.
Bei den Staffeln waren je Wettkampfstrecke die 100 schnellsten Teams startberechtigt, wobei das Teilnehmerfeld auf 50 Staffeln begrenzt wurde.
471 Schwimmer aus 153 Vereinen waren für 1396 Einzelstarts und 190 Staffeln angemeldet. Mit 23 Aktiven stellte die SG Essen national die zahlenmäßig größte Mannschaft. Aus dem Ausland gingen vier Aktive, jeweils zwei aus der Slowakei und den Vereinigten Staaten an den Start.

## Rekorde
Neue deutsche Rekorde wurden bei den Meisterschaften nicht aufgestellt.
Dafür wurden 28 deutsche Altersklassenrekorde der Jugend verbessert:
- Jahrgang 1999 – Altersklasse 19:
Johannes Hintze über 400 Meter Lagen
- Jahrgang 2000 – Altersklasse 18:
Angelina Köhler über 50 Meter Freistil, 50 Meter Schmetterling (im Vorlauf und Finale) und 100 Meter Schmetterling, Julia Mrozinski über 200 Meter Freistil
- Jahrgang 2001 – Altersklasse 17:
Luca Nik Armbruster über 50 Meter Schmetterling, Anna Elendt über 50 Meter Brust
- Jahrgang 2002 – Altersklasse 16:
Artem Selin über 50 Meter Freistil (im Vorlauf und Finale) und 100 Meter Freistil, Sven Schwarz über 400, 800 und 1500 Meter Freistil, Louis Dramm über 100 Meter Lagen (Vorlauf), Isabel Marie Gose über 400 Meter Freistil, Malin Grosse über 200 Meter Brust
- Jahrgang 2003 – Altersklasse 15:
Silas Beth über 400, 800 und 1500 Meter Freistil, Ole Mats Eidam über 200 Meter Rücken (Vorlauf), Marc Nüter über 200 Meter Rücken, Kirill Lammert über 50 und 100 Meter Schmetterling, Rosalie Kleyboldt über 50 Meter Freistil, Kim Kristin Krüger über 50 Meter Rücken
- Jahrgang 2004 – Altersklasse 14:
Mathis Schönung über 200 Meter Brust (Vorlauf), Amelie Zachenhuber über 50 Meter Freistil

## Deutsche Meister
| Disziplin               | Männer                                                                               | Männer                                                                               | Männer                                                                               | Frauen                                                                               | Frauen                                                                               | Frauen   |
| Disziplin               | Name                                                                                 | Verein                                                                               | Zeit                                                                                 | Name                                                                                 | Verein                                                                               | Zeit     |
| 050 m Freistil          | Artem Selin                                                                          | Nübad-Flipper                                                                        | 00:21,53                                                                             | Jessica Felsner                                                                      | SC Aqua Köln                                                                         | 00:24,28 |
| 100 m Freistil          | Christoph Fildebrandt                                                                | SSG Saar Max Ritter                                                                  | 00:47,47                                                                             | Nina Kost                                                                            | DSW 1912 Darmstadt                                                                   | 00:52,87 |
| 200 m Freistil          | Alexander Kunert                                                                     | SV Gelnhausen                                                                        | 01:43,93                                                                             | Isabel Marie Gose                                                                    | SV Nikar Heidelberg                                                                  | 01:55,37 |
| 400 m Freistil          | Poul Zellmann                                                                        | SG Essen                                                                             | 03:40,15                                                                             | Leonie Antonia Beck                                                                  | SV Würzburg 05                                                                       | 04:02,15 |
| 800 m Freistil          | Ruwen Straub                                                                         | SV Würzburg 05                                                                       | 07:37,52                                                                             | Isabel Marie Gose                                                                    | SV Nikar Heidelberg                                                                  | 08:27,63 |
| 1500 m Freistil0        | Florian Wellbrock                                                                    | SC Magdeburg                                                                         | 14:34,15                                                                             | Leonie Antonia Beck                                                                  | SV Würzburg 05                                                                       | 15:47,43 |
| 050 m Brust             | Erik Steinhagen                                                                      | SG Neukölln Berlin                                                                   | 00:26,64                                                                             | Anna Elendt                                                                          | DSW 1912 Darmstadt                                                                   | 00:30,82 |
| 100 m Brust             | Julius Flohr                                                                         | DSW 1912 Darmstadt                                                                   | 00:58,95                                                                             | Franziska Weidner                                                                    | SG Mittelfranken                                                                     | 01:06,86 |
| 200 m Brust             | Ruben Reck                                                                           | W98 Hannover                                                                         | 02:07,60                                                                             | Michelle Lambert                                                                     | Potsdamer SV                                                                         | 02:23,87 |
| 050 m Rücken            | Michael Schäffner                                                                    | SC DHfK Leipzig                                                                      | 00:23,84                                                                             | Nadine Laemmler                                                                      | Neckarsulmer Sport-Union                                                             | 00:26,91 |
| 100 m Rücken            | Andreas Wiesner                                                                      | SG Neukölln Berlin                                                                   | 00:51,61                                                                             | Nadine Laemmler                                                                      | Neckarsulmer Sport-Union                                                             | 00:57,74 |
| 200 m Rücken            | Andreas Wiesner                                                                      | SG Neukölln Berlin                                                                   | 01:52,70                                                                             | Anna Friedrich                                                                       | W98 Hannover                                                                         | 02:09,56 |
| 050 m Schmetterling     | Luca Nik Armbruster                                                                  | SG Dortmund                                                                          | 00:23,44                                                                             | Angelina Köhler                                                                      | Hannover 96                                                                          | 00:26,11 |
| 100 m Schmetterling     | Alexander Kunert                                                                     | SV Gelnhausen                                                                        | 00:51,95                                                                             | Angelina Köhler                                                                      | Hannover 96                                                                          | 00:57,42 |
| 200 m Schmetterling     | Alexander Kunert                                                                     | SV Gelnhausen                                                                        | 01:52,95                                                                             | Franziska Hentke                                                                     | SC Magdeburg                                                                         | 02:04,14 |
| 100 m Lagen             | David Thomasberger                                                                   | SSG Leipzig                                                                          | 00:52,95                                                                             | Julia Mrozinski                                                                      | SGS Hamburg                                                                          | 01:00,91 |
| 200 m Lagen             | David Thomasberger                                                                   | SSG Leipzig                                                                          | 01:54,99                                                                             | Franziska Weidner                                                                    | SG Mittelfranken                                                                     | 02:09,30 |
| 400 m Lagen             | David Thomasberger                                                                   | SSG Leipzig                                                                          | 04:07,12                                                                             | Franziska Hentke                                                                     | SC Magdeburg                                                                         | 04:33,83 |
| 4 × 50 m Freistil       | Potsdamer SV Müller, Suck, Friese, Wolf                                              | Potsdamer SV Müller, Suck, Friese, Wolf                                              | 01:28,26                                                                             | SG Essen Ruhnau, Beckers, van Loock, Höpink                                          | SG Essen Ruhnau, Beckers, van Loock, Höpink                                          | 01:42,16 |
| 4 × 50 m Lagen          | Potsdamer SV Schwarz, Imoudu, Friese, Suck                                           | Potsdamer SV Schwarz, Imoudu, Friese, Suck                                           | 01:35,17                                                                             | DSW 1912 Darmstadt Hirschberg, Elendt, Celar, Kost                                   | DSW 1912 Darmstadt Hirschberg, Elendt, Celar, Kost                                   | 01:50,93 |
| 4 × 50 m Freistil Mixed | SC Aqua Köln Mirko Ewald, Sebastian Nuyen, Eileen Vieth, Jessica Felsner             | SC Aqua Köln Mirko Ewald, Sebastian Nuyen, Eileen Vieth, Jessica Felsner             | SC Aqua Köln Mirko Ewald, Sebastian Nuyen, Eileen Vieth, Jessica Felsner             | SC Aqua Köln Mirko Ewald, Sebastian Nuyen, Eileen Vieth, Jessica Felsner             | SC Aqua Köln Mirko Ewald, Sebastian Nuyen, Eileen Vieth, Jessica Felsner             | 01:34,68 |
| 4 × 50 m Lagen Mixed    | Neckarsulmer Sport-Union Nadine Laemmler, Max Ziemann, Aleksi Schmid, Marlene Hüther | Neckarsulmer Sport-Union Nadine Laemmler, Max Ziemann, Aleksi Schmid, Marlene Hüther | Neckarsulmer Sport-Union Nadine Laemmler, Max Ziemann, Aleksi Schmid, Marlene Hüther | Neckarsulmer Sport-Union Nadine Laemmler, Max Ziemann, Aleksi Schmid, Marlene Hüther | Neckarsulmer Sport-Union Nadine Laemmler, Max Ziemann, Aleksi Schmid, Marlene Hüther | 01:43,30 |

1. ↑  neuer deutscher Altersklassenrekord für 16-Jährige, den Artem Selin bereits im Vorlauf auf 21,95 s verbesserte.
2. 1 2  Deutscher Altersklassenrekord für 17-Jährige
3. ↑  neuer deutscher Altersklassenrekord für 18-Jährige, den Angelina Köhler bereits im Vorlauf auf 26,43 s verbesserte.
4. ↑  Deutscher Altersklassenrekord für 18-Jährige

## Randnotizen
In den Wettkämpfen wurden diesmal die Deutschen Juniorenkurzbahnmeister 2018 ermittelt.